# 謝封
謝封（1525年—？），字天錫，號芝麓，直隸廬州府無為州人，民籍，明朝政治人物。

## 生平
嘉靖三十四年乙卯科（1555年）應天府鄉試第一百十二名舉人。嘉靖三十五年（1556年）中式丙辰科會試第二百五十一名，廷試三甲第一百一十八名進士。大理寺观政，授江西贵溪县知县，三十九年升南京吏部主事，四十二年三月南京吏部会同都察院考察，以罢软致仕。

## 家族
曾祖謝震；祖父謝宣；父謝憲，縣丞。母丁氏；生母吳氏。兄謝奎（生员）、弟謝璽。